# بارا برافا

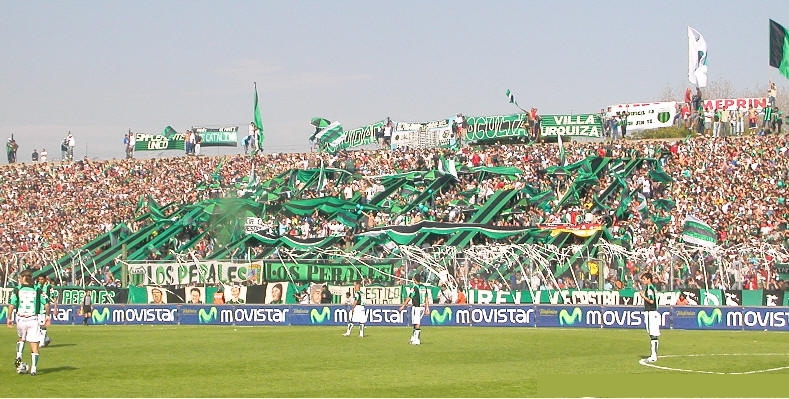

بارا برافا (تُترجم إلى "مجموعة شرسة") هو اسم مجموعات المشجعين المنظمة لفرق كرة القدم في أمريكا اللاتينية، على غرار الألتراس الأوروبيين والمشاغبين البريطانيين تقدم هذه المجموعات الدعم المتعصب لأنديتهم في الملاعب ووغالباً ما تحرض على إثارة العنف ضد المشجعين المنافسين وضد الشرطة.
من أهم مميزات هذا الأسلوب في التشجيع هو تزيين الملعب بشارات تحمل ألوان الفريق عكس الألتراس التي تضع الباش (البانر) مع عدد كبير من المظلات والبالونات و ترديد الأغاني والتشجيع بحماسة حتى الدقيقة 90 .

## أهداف المجموعة
المجموعة ككل لها عدة أهداف أبرزها مساندة النادي بطرق حديثة مرتبطة بالحركية، وإدخال نوع جديد من التشجيع في وكذلك توعية الجماهير والوصول بها نحو عقلية متكاملة عقلية تتماثل مع مشجع واعي تحول من مشجع متخلف إلى مشجع مثقف له دراية كاملة بهذا المجال.

## عقلية العصابة الحمراء
تنفتح La Pandilla Rojo على عدة مجالات بحيث لا تقتصر على كرة القدم فهي تحاول دائما المشاركة في القضايا سواء الإنسانية وهذا ما نسميه كمجموعة عقلية البارا برافا، بالإضافة إلى المشاركة في تشجيع فرع كرة القدم فهي تحضر كذلك لمباريات في الصالات ومن بين الفروع التي تتواجد بها مجموعة العصابة الحمراء، كرة اليد وكرة السلة وكذلك كرة الطائرة رغم كل الصعاب فيبقى هذا الفصيل شرف لكل المغاربة.

## البرازيل
- اللواء الأحمر2001 النجم الرياضي الساحلي في تونس-brigade rouge 2001 etouile sportif du sahel tunisie
- كلوب أتلتيكو منييرو - Movimento 105 Minutos (حركة 105 دقيقة)
- نادي فلومينيزي - Legião Tricolor e Bravo 52
- نادي غريميو - Geral do Gremio
- نادي فلامنغو - Movimento Popular Nação 12

## وصلات خارجية
- (بالفرنسية) موقع معلومات حركة البارا برافا